# Daren Puppa
Daren James Puppa (Kirkland Lake, 23 marzo 1965) è un ex hockeista su ghiaccio canadese.

## Carriera
Debutta in NHL il 1º novembre 1985 con la squadra dei Buffalo Sabres facendo registrare uno shutout contro gli Edmonton Oilers.
In carriera gioca 15 stagioni in NHL con le maglie di Buffalo Sabres, Toronto Maple Leafs e Tampa Bay Lightning, vantando anche una partecipazione al National Hockey League All-Star Game del 1990. 